# Andrea Fischbacher
Andrea Fischbacher (ur. 14 października 1985 w Schwarzach im Pongau) – austriacka narciarka alpejska, mistrzyni olimpijska, brązowa medalistka mistrzostw świata i dwukrotna mistrzyni świata juniorów.

## Kariera
Na arenie międzynarodowej Andrea Fischbacher po raz pierwszy pojawiła się 12 grudnia 2000 roku w St. Jakob in Defereggen, gdzie w zawodach FIS Race w gigancie nie ukończyła pierwszego przejazdu. W 2003 roku wystartowała na mistrzostwach świata juniorów w Briançonnais, gdzie jej najlepszym wynikiem było ósme miejsce w tej samej konkurencji. Podczas rozgrywanych rok później mistrzostw świata juniorów w Mariborze wywalczyła złoty medal w supergigancie, ex aequo z Włoszką Nadią Fanchini. Złoto w tej konkurencji wywalczyła również na mistrzostwach świata w Bardonecchii, wyprzedzając Nadię Fanchini i jej siostrę Elenę.
W zawodach Pucharu Świata zadebiutowała 11 marca 2004 roku w Sestriere, gdzie nie ukończyła rywalizacji w supergigancie. Pierwsze pucharowe punkty wywalczyła 21 grudnia 2004 roku w Sankt Moritz, zajmując 28. miejsce w tej konkurencji. Na podium zawodów tego cyklu po raz pierwszy stanęła 4 grudnia 2005 roku w Lake Louise, kończąc supergiganta na drugiej pozycji. W zawodach tych rozdzieliła na podium swe rodaczki: Alexandrę Meissnitzer oraz Michaelę Dorfmeister. W kolejnych latach wielokrotnie stawała na podium, w tym 10 lutego 2008 roku w Sestriere odniosła swoje pierwsze pucharowe zwycięstwo, wygrywając supergiganta. Najlepsze wyniki osiągała w sezonie 2008/2009, kiedy zajęła dziesiąte miejsce w klasyfikacji generalnej, a w klasyfikacji supergiganta była druga za Lindsey Vonn z USA.
W 2006 roku wystartowała w supergigancie na igrzyskach olimpijskich w Turynie, kończąc rywalizację na trzynastej pozycji. Podczas rozgrywanych cztery lata później igrzysk olimpijskich w Soczi w swej koronnej konkurencji wywalczyła złoty medal. Wyprzedziła tam Słowenkę Tinę Maze i Lindsey Vonn. Na tej samej imprezie zajęła czwarte miejsce w zjeździe, przegrywając walkę o medal z Elisabeth Görgl o 0,03 sekundy. Zdobyła również brązowy medal w supergigancie na mistrzostwach świata w Val d’Isère. Wyprzedziły ją tylko Lindsey Vonn oraz Francuzka Marie Marchand-Arvier. Zajęła również ósme miejsce w zjeździe na rozgrywanych sześć lat później mistrzostwach świata w Schladming.

## Osiągnięcia

### Igrzyska olimpijskie
| Miejsce | Dzień     | Rok  | Miejscowość | Konkurencja | Czas biegu | Strata | Zwyciężczyni         |
| ------- | --------- | ---- | ----------- | ----------- | ---------- | ------ | -------------------- |
| 13.     | 20 lutego | 2006 | Turyn       | Supergigant | 1:32,47    | +1,50  | Michaela Dorfmeister |
| 4.      | 17 lutego | 2010 | Vancouver   | Zjazd       | 1:44,19    | +1,49  | Lindsey Vonn         |
| 1.      | 20 lutego | 2010 | Vancouver   | Supergigant | 1:20,14    | -      | -                    |

### Mistrzostwa świata
| Miejsce | Dzień       | Rok  | Miejscowość | Konkurencja | Czas biegu | Strata | Zwyciężczyni    |
| ------- | ----------- | ---- | ----------- | ----------- | ---------- | ------ | --------------- |
| 7.      | 30 stycznia | 2005 | Bormio      | Supergigant | 1:17,64    | +1,09  | Anja Pärson     |
| 3.      | 3 lutego    | 2009 | Val d’Isère | Supergigant | 1:20,73    | +0,40  | Lindsey Vonn    |
| 7.      | 9 lutego    | 2009 | Val d’Isère | Zjazd       | 1:30,31    | +1,57  | Lindsey Vonn    |
| 24.     | 12 lutego   | 2009 | Val d’Isère | Gigant      | 2:03,49    | +4,23  | Kathrin Hölzl   |
| DNF1    | 8 lutego    | 2011 | Ga-Pa       | Supergigant | 1:23,82    | -      | Elisabeth Görgl |
| 9.      | 13 lutego   | 2011 | Ga-Pa       | Zjazd       | 1:47,24    | +1,62  | Elisabeth Görgl |
| 25.     | 17 lutego   | 2011 | Ga-Pa       | Gigant      | 2:20,54    | +2,99  | Tina Maze       |
| 9.      | 5 lutego    | 2013 | Schladming  | Supergigant | 1:35,39    | +1,01  | Tina Maze       |
| 8.      | 10 lutego   | 2013 | Schladming  | Zjazd       | 1:50,00    | +1,23  | Marion Rolland  |

### Mistrzostwa świata juniorów
| Miejsce | Dzień     | Rok  | Miejscowość  | Konkurencja | Czas biegu | Strata     | Zwyciężczyni            |
| ------- | --------- | ---- | ------------ | ----------- | ---------- | ---------- | ----------------------- |
| 14.     | 4 marca   | 2003 | Briançonnais | Zjazd       | 1:15,20    | +1,61      | Tamara Wolf             |
| DNF     | 5 marca   | 2003 | Briançonnais | Supergigant | 1:20,02    | -          | Julia Mancuso           |
| DNF1    | 7 marca   | 2003 | Briançonnais | Slalom      | 1:38,53    | -          | Michaela Kirchgasser    |
| 8.      | 8 marca   | 2003 | Briançonnais | Gigant      | 2:05,70    | +1,83      | Jessica Lindell-Vikarby |
| 19.     | 8 marca   | 2003 | Briançonnais | Gigant      | 2:05,70    | +3,29      | Jessica Lindell-Vikarby |
| 14.     | 10 lutego | 2004 | Maribor      | Zjazd       | 1:12,23    | +1,90      | Maria Riesch            |
| 1.      | 12 lutego | 2004 | Maribor      | Supergigant | 1:26,79    | -          | ex aequo Nadia Fanchini |
| 10.     | 13 lutego | 2004 | Maribor      | Gigant      | 2:21,39    | +4,04      | Maria Riesch            |
| 23.     | 15 lutego | 2004 | Maribor      | Slalom      | 1:40,73    | +4,72      | Kathrin Zettel          |
| 7.      | 15 lutego | 2004 | Maribor      | Kombinacja  | 29,23 pkt  | +57,56 pkt | Julia Mancuso           |
| 1.      | 24 lutego | 2005 | Bardonecchia | Supergigant | 1:26,81    | -          | -                       |
| DNF2    | 26 lutego | 2005 | Bardonecchia | Gigant      | 2:21,34    | -          | Nadia Fanchini          |

### Puchar Świata

#### Miejsca w klasyfikacji generalnej
- sezon 2004/2005: 68.
- sezon 2005/2006: 15.
- sezon 2006/2007: 13.
- sezon 2007/2008: 20.
- sezon 2008/2009: 10.
- sezon 2009/2010: 10.
- sezon 2010/2011: 14.
- sezon 2011/2012: 31.
- sezon 2012/2013: 60.
- sezon 2013/2014: 21.
- sezon 2014/2015: 63.

#### Zwycięstwa w zawodach
1. Sestriere – 10 lutego 2008 (supergigant)
2. Bansko – 28 lutego 2009 (zjazd)
3. Crans-Montana – 2 marca 2014 (zjazd)

#### Miejsca na podium w zawodach
1. Lake Louise – 4 grudnia 2005 (supergigant) – 2. miejsce
2. Aspen – 9 grudnia 2005 (supergigant) – 3. miejsce
3. Lenzerheide – 15 marca 2007 (supergigant) – 2. miejsce
4. Sölden – 25 października 2008 (gigant) – 3. miejsce
5. Lake Louise – 7 grudnia 2008 (supergigant) – 2. miejsce
6. Bansko – 27 lutego 2009 (zjazd) – 2. miejsce
7. Sankt Moritz – 31 stycznia 2010 (supergigant) – 2. miejsce